# Isaac Satanow
Isaac Satanow (né à Sataniv en Pologne en 1732 ou 1733, mort à Berlin le 25 décembre 1805, est un poète et érudit juif.

## Sa vie
Jeune homme, il quitte son pays natal pour se rendre à Berlin afin de s'instruire. Là, il devient le protégé d'Isaac Daniel et de David Friedländer, qui lui trouvent un emploi de professeur chez des familles éminentes.
Satanow est un personnage relativement étrange. Comme Byron, il renferme, aussi bien physiquement qu'intellectuellement, une infinité de contrastes. Il s'habille avec le costume des Juifs polonais de l'époque, mais se comporte comme un parfait Allemand dans ses faits et gestes; bien que de croyance profondément orthodoxe, il favorise néanmoins le judaïsme réformé en pratique; Il fait partie des plus hautes autorités en ce qui concerne la tradition et la connaissance juive, mais est d'autre part un des philosophes les plus libres-penseurs; c'est un médecin perspicace et un poète inspiré, un réaliste et un doux idéaliste.

## Son œuvre
Dans son "Mishle Asaf", il mélange le style de la Bible avec une écriture raffinée, si bien que les critiques de son époque se trouvent perdus pour caractériser son œuvre. Certains pensent avoir réellement affaire à un texte ancien, tandis que d'autres attaquent l'auteur en le traitant de charlatan littéraire qui désire faire passer son œuvre pour un texte écrit il y a longtemps. Le rabbin Joseph de Francfort s'exprime de façon très critique: 
« Je ne sais vraiment pas à qui attribuer ces proverbes [du "Mishle Asaf"]; il se peut que l'éditeur lui-même les ait composés; car je le connais comme plagiaire. Cependant, lui, diffère du reste de cette espèce, car eux, ils plagient les œuvres des autres en les faisant passer pour leurs propres œuvres, tandis que lui, il plagie ses propres œuvres et les fait passer pour celles des autres. »
Tandis qu'il rédige son "Mishle Asaf", une œuvre dans laquelle il exprime de nobles pensées dans un langage des plus élaborés, il ne dédaigne pas d'écrire en même temps un traité sur la façon de percer des trous au travers de trois cents perles en un jour, et comment mélanger avec succès différents types de liqueurs. Même dans ses écrits les plus sérieux et solennels, on peut toujours détecter une certaine dose d'humour enjoué sous-jacent.
Satanow comme poète, appartient à deux écoles distinctes. Dans ses premiers ouvrages, il suit la théorie de la vieille école, qui considère que les jeux sur les mots, une grande fioriture de diction et des expressions bigarrées sont des éléments essentiels pour de la bonne poésie, mais dans ses œuvres ultérieures, il utilise le style simple et percutant des écrivains bibliques, et peut donc à juste titre être considéré comme "le restaurateur de la poésie biblique". Il suffit de comparer son "Eder ha-Yeḳar" et son "Sefer ha-Ḥizzayon" avec son "Mishle Asa" pour voir immédiatement la différence de style.
Parmi les ouvrages les plus importants de Satanow on trouve:  
- "Sifte Renanot", un bref exposé sur la grammaire hébraïque (Berlin, 1773).
- "Sefer ha-Ḥizzayon" (ib. 1775 [?]), en huit parties; partie  i.: un traité sur la critique et la connaissance; partie ii: sur la poésie; partie iii: un recueil de proverbes; partie iv: des traités sur différents sujets scientifiques, une discussion sur les sens visuel et auditif, à partir de laquelle, il fait une digression et discute sur les habitants de la lune; partie v: discussions sur des problèmes éthiques, comme l'amour, l'amitié, la justice, etc.; partie vi: une description pittoresque sur l'univers, partie viii: discussions sur des sujets variés. La totalité de l'œuvre est écrite en style fortement tarabiscoté; elle ne porte pas la signature de l'auteur, mais quelques allusions dans certains des poèmes ne laissent aucun doute sur l'auteur.
- "Imre Binah" (ib. 1784).
- "Seliḥot", une nouvelle édition modifiée (ib. 1785).
- "Sefer ha-Shorashim", en trois parties, un traité sur les racines de l'hébreu (ib. 1787).
- "Mishle Asaf", un recueil de gnomes, écrit d'après le Livre des Proverbes (ib. 1788-1791)
- "Moreh Nebukim", texte avec commentaires (ib. 1791-1796).
- "Zemirot Asaf", avec des commentaires de Samuel ben Meïr (ib. 1793). C'est la première tentative de l'école slave de construire une poésie lyrique, bien que les psaumes aient plutôt la forme de réflexion philosophique que d'expression lyrique. Aucune référence à l'histoire ou aux coutumes nationales et aucune expression de patriotisme ne s'y trouvent. Elles forment une simple doxologie et reflète une vue rationnelle de la nature comme opposée au mysticisme.
- "Pirḳe Shirah", sur les sciences naturelles.

## Certaines maximes de Satanow
« La vérité jaillit de la recherche, la justice de l'intelligence. Le début de la recherche est la curiosité, son essence est le discernement, et son but la vérité et la justice. »
« Le jour de ta naissance, tu as pleuré, et ceux autour de toi étaient joyeux. Le jour de ta mort, tu riras, et ceux autour de toi soupireront. Sais alors, qu'un jour tu renaîtras pour te réjouir en Dieu, et la matière ne t'entraveras plus alors. »
« Domines ton esprit, de peur que les autres dominent ton corps. »
« Les tenailles sont fabriquées à l'aide de tenailles; le travail est aidé par le travail, et la science par la science. »

## Sources données par la Jewish Encyclopedia
- (de) :  Franz Delitzsch, Zur Geschichte der Jüdischen Poesie, § 23, Leipsic, 1836
- (he) :  Fuenn, Keneset Yisrael, 1886, p. 643